# Biała Piska
Biała Piska (niem. Bialla, 1938–1945 Gehlenburg) – miasto w Polsce, w województwie warmińsko-mazurskim, w powiecie piskim, siedziba gminy miejsko-wiejskiej Biała Piska.

## Położenie
Pod względem etnograficznym Biała Piska leży na Mazurach. Historycznie leży również na obszarze dawnej Galindii.
Według regionalizacji fizycznogeograficznej Polski miasto położone jest na Pojezierzu Ełckim, stanowiącym część Pojezierza Mazurskiego.

## Nazwa
Wieś powstała nad strumykiem Gayle, na miejscu wcześniejszej osady pruskiej o tej samej nazwie, od którego też przyjęła nazwę. Nazwa pochodzi z języka staropruskiego – gaylis – oznaczającego biały. W przywileju lokacyjnym występowała jako Struppenberg, jednak nazwa ta nigdy się nie przyjęła.
Nazwa późniejszego miasta funkcjonowała pod następującymi formami: Pial, Pialla, Cayle, Gayle, Gala, Büahle, Geel. Z biegiem lat nazwa ostatecznie ustaliła się jako Bialla, najprawdopodobniej przez wpływy kolonistów z Mazowsza osiedlających się na tym obszarze. W 1938 roku nazwę zmieniono na Gehlenburg.

## Historia

### Od XV do XVII wieku
Wieś Biała powstała w 1428 roku na miejscu wcześniejszej osady pruskiej Gayle. Wymieniana w sprawozdaniu wizytacyjnym z 1424 roku liczyła 60 łanów z młynem, w dąbrowie przy Gayle (dąbrowa położona pół mili od Jeziora Kumielskiego), gdzie niejaki Cwalina wraz z 20 krewnymi objął obszar 100 łanów. Dobra te znajdowały się ćwierć drogi od młyna zwanego Steffanflies.
Przywilej lokacyjny dla wsi czynszowej wystawiony został 9 października 1428 roku przez Josta Struppergera komtura bałgijskiego i wójta natangijskiego, za wiedzą i wolą wielkiego mistrza Pawła von Rusdorfa. Wieś położona była w okolicy zwanej Gayle, na 60 łanach na prawie chełmińskim. Sołtys i zasadźca – Piotr Szulc otrzymał 6 łanów chełmińskich, 4 łany przeznaczono na uposażenie parafii. Mieszkańcy otrzymali 15 lat wolnizny. Karczma wymieniana była już w 1447 roku.
W 1481 roku ksiądz Nicolaus parafii w Białej zrezygnował z funkcji proboszcza ze względu na stan zdrowia. Jego następcą został ks. Piotr Świętosławicz z diecezji płockiej. Proboszcz Świętosławicz obsadzony został przez komtura bałgijskiego Erazmusa von Reizensteina. Przed 1525 rokiem Biała należała do archiprezbiteratu w Reszlu.
W 1539 roku wieś zamieszkiwała wyłącznie ludność polska. Rozwój na przełomie XVI/XVII wieku Biała zawdzięczała dogodnemu położeniu na szlaku handlowym. Zasłynęła głównie z dużych jarmarków bydła. Dwa wydarzenia wstrzymały rozwój miasta. W 1656 roku wieś została spalona przez Tatarów hetmana Gosiewskiego. Kolejnym była epidemia dżumy (1709-1710), w wyniku której zmarło około 75% mieszkańców, a 57 łanów ziemi zostało pustych. Do 1657 roku pozostawała pod zwierzchnictwem Korony Królestwa Polskiego jako lenno.

### Od XVIII do 1 połowy XX wieku
26 marca 1722 roku w Królewcu Fryderyk Wilhelm I, król pruski, nadał osadzie prawa miejskie. Biała liczyła wówczas 600 mieszkańców.

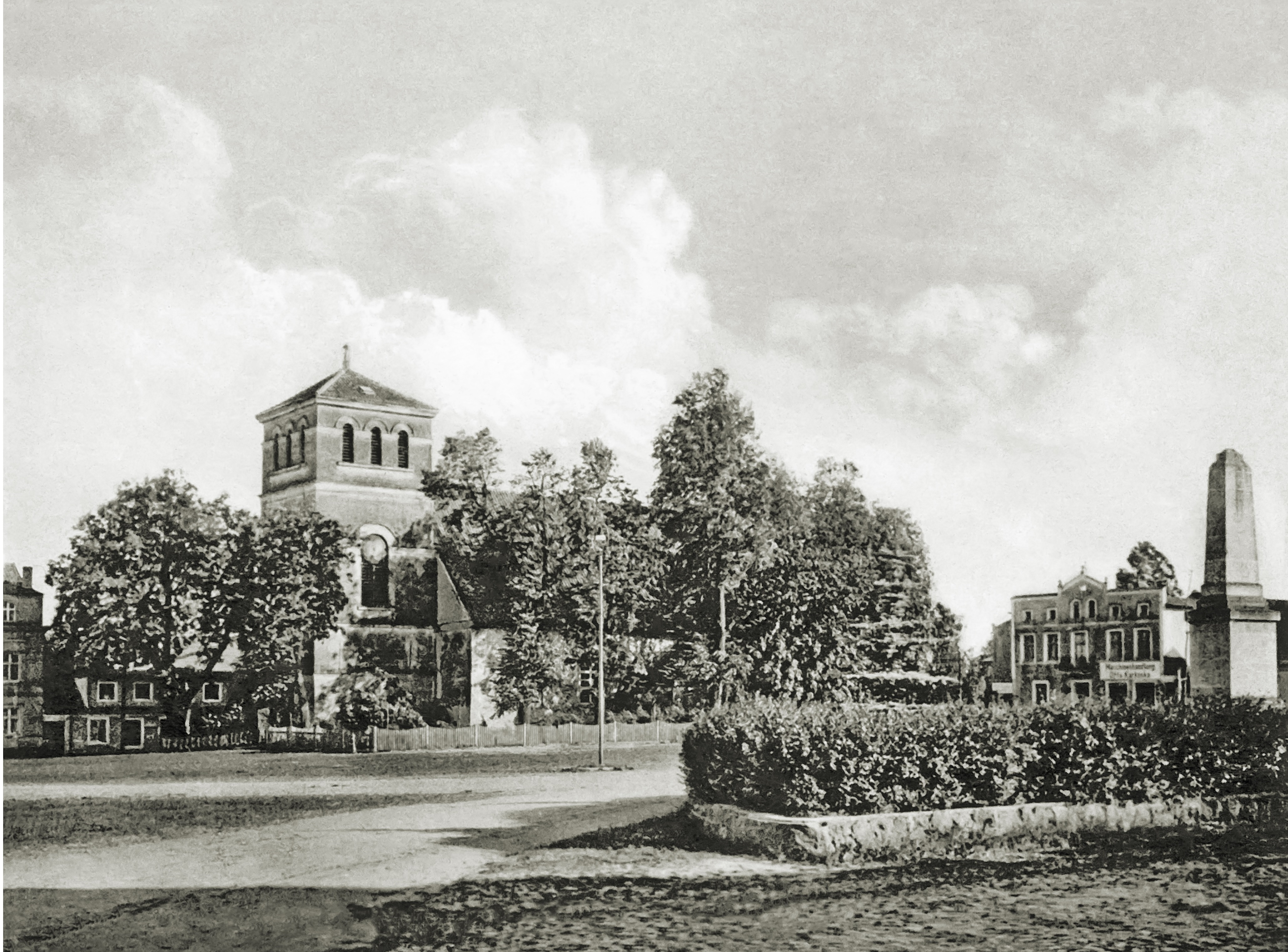
Biała w okresie międzywojennym

Stąd pochodził królewiecki ewangelicki duszpasterz polski Krzysztof Liebruder. W latach 1826–1829 pastorem był Jan Szamborski (1780–1832), nauczyciel, autor popularnych na Mazurach podręczników do nauki języka polskiego. Powstańcy styczniowi z zaboru pruskiego przekraczali granicę w okolicy i przez miasto szmuglowano broń do zaboru rosyjskiego dla powstańców.
W 1871 roku miasto znalazło się w granicach Niemiec. Wybudowanie linii kolejowej Ełk–Pisz (1883) spowodowało rozwój miasta w XIX w.

#### Żydzi w Białej Piskiej
Żydzi w Białej zaczęli się osiedlać pod koniec epoki napoleońskiej. W 1828 roku mieszkało tu 10 Żydów. Rozwój osadnictwa przypada jednak na połowę XIX wieku. Społeczność żydowska składała się z imigrantów z Mazowsza i Prus Zachodnich. W roku budżetowym 1863–1864 gmina żydowska dysponowała kwotą 150 talarów. Z funduszy tych opłacano sługę religijnego, utrzymywano cmentarz, a w późniejszych latach synagogę.
Samodzielna gmina żydowska została zlikwidowana w 1905 roku. Miejscowi Żydzi weszli w skład gminy w Piszu.
Po dojściu hitlerowców do władzy nasiliły się wystąpienia antysemickie. Zmusiły one do wyjazdu Żydów z Białej do większych miast (Królewiec, Berlin) lub imigracji, głównie do Holandii.

### Od 1938 do 1945
Do 1938 roku nosiło oficjalną niemiecką nazwę administracyjną Bialla. 16 lipca 1938 roku w ramach germanizacji nazw dekretem będących u władzy niemieckich nazistów przemianowana na Gehlen, po czym na Gehlenburg. 4 września 1939 roku samotny polski samolot Karaś z 51 eskadry rozpoznawczej ostrzelał i obrzucił na miejscowym dworcu bombami niemiecki pociąg przewożący uzbrojenie i sprzęt wojskowy.

### Po 1945
Po zakończeniu II wojny światowej Biała Piska została włączona do Polski. Do 1946 roku była siedzibą powiatu piskiego. Zniszczenia wojenne miasta wyniosły 30%. Zamieszkująca dotychczas Białą Piską ludność niemiecka została wysiedlona na zachód, a na ich miejsce osiedlano Polaków wysiedlonych z Kresów (głównie z Wileńszczyzny, Grodzieńszczyzny i Polesia) oraz polskich osadników głównie z pobliskiego Mazowsza, a także Podlasia i Suwalszczyzny.
W latach 1954–1972 miasto był siedzibą władz gromady Biała Piska, ale nie należało do niej. W latach 1975–1998 miasto administracyjnie należało do województwa suwalskiego.
W sierpniu 2017 roku elewacja miejscowej kaplicy ewangelicko-augsburskiej została zbezczeszczona przez umieszczenie haseł nacjonalistycznych i wulgarnego rysunku.
28 października 2023 roku Biała Piska dołączyła do Cittàslow – międzynarodowej sieci miast dobrego życia.

## Demografia
| Dane historyczne | Dane historyczne | Dane historyczne |
| Rok              | Ludność          | Zm., %           |
| ---------------- | ---------------- | ---------------- |
| 1871             | 1637             | –                |
| 1880             | 1670             | 2%               |
| 1890             | 1819             | 8,9%             |
| 1900             | 1916             | 5,3%             |
| 1910             | 2149             | 12,2%            |
| 1925             | 2194             | 2,1%             |
| 1939             | 2623             | 19,6%            |
| 1950             | 1964             | −25,1%           |
| 1960             | 2707             | 37,8%            |
| 2010             | 3952             | 46%              |
| [ 13 ] [ 14 ]    |                  |                  |

Według danych z 30 czerwca 2012 r. miasto miało 4119 mieszkańców.

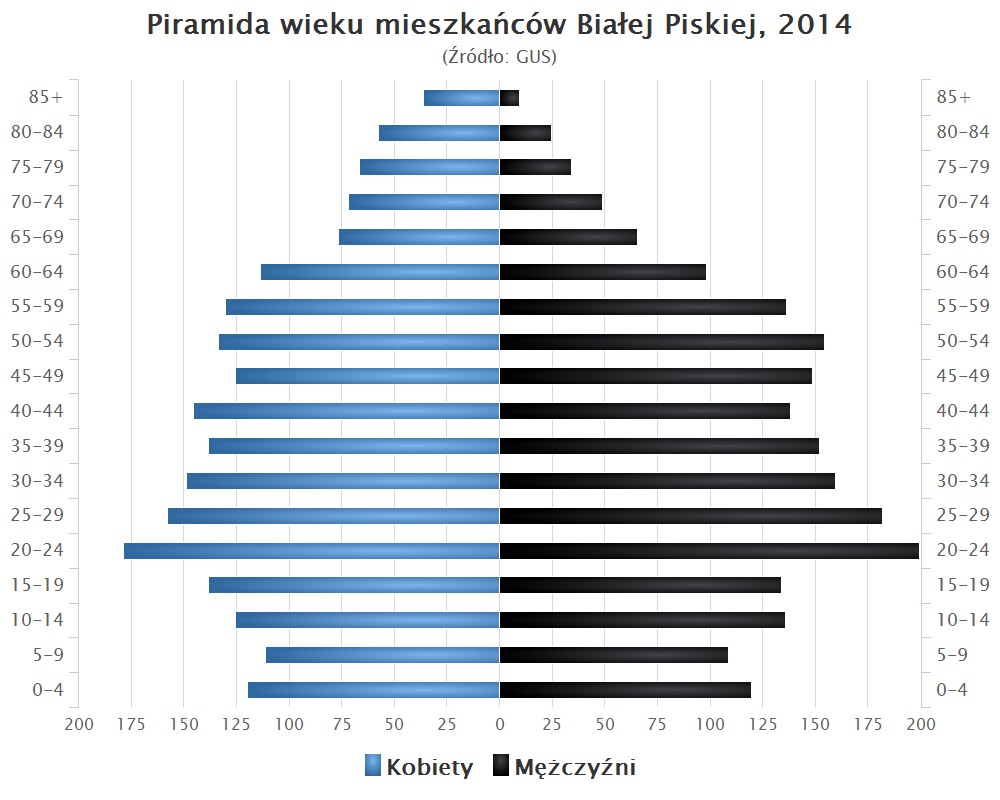
Piramida wieku mieszkańców Białej Piskiej w 2014 roku

## Zabytki
- Kościół św. Andrzeja Boboli – barokowy kościół wybudowany w latach 1756–1763, wieża z 1832 r., wzniesiona według projektu K. F. Schinkla. Ołtarz główny z XVII w.
- Ratusz z początku XX w.
- Zabudowa małomiasteczkowa z przełomu XIX i XX w.
- Zdewastowany cmentarz niemiecki

Wybrane zabytki miasta
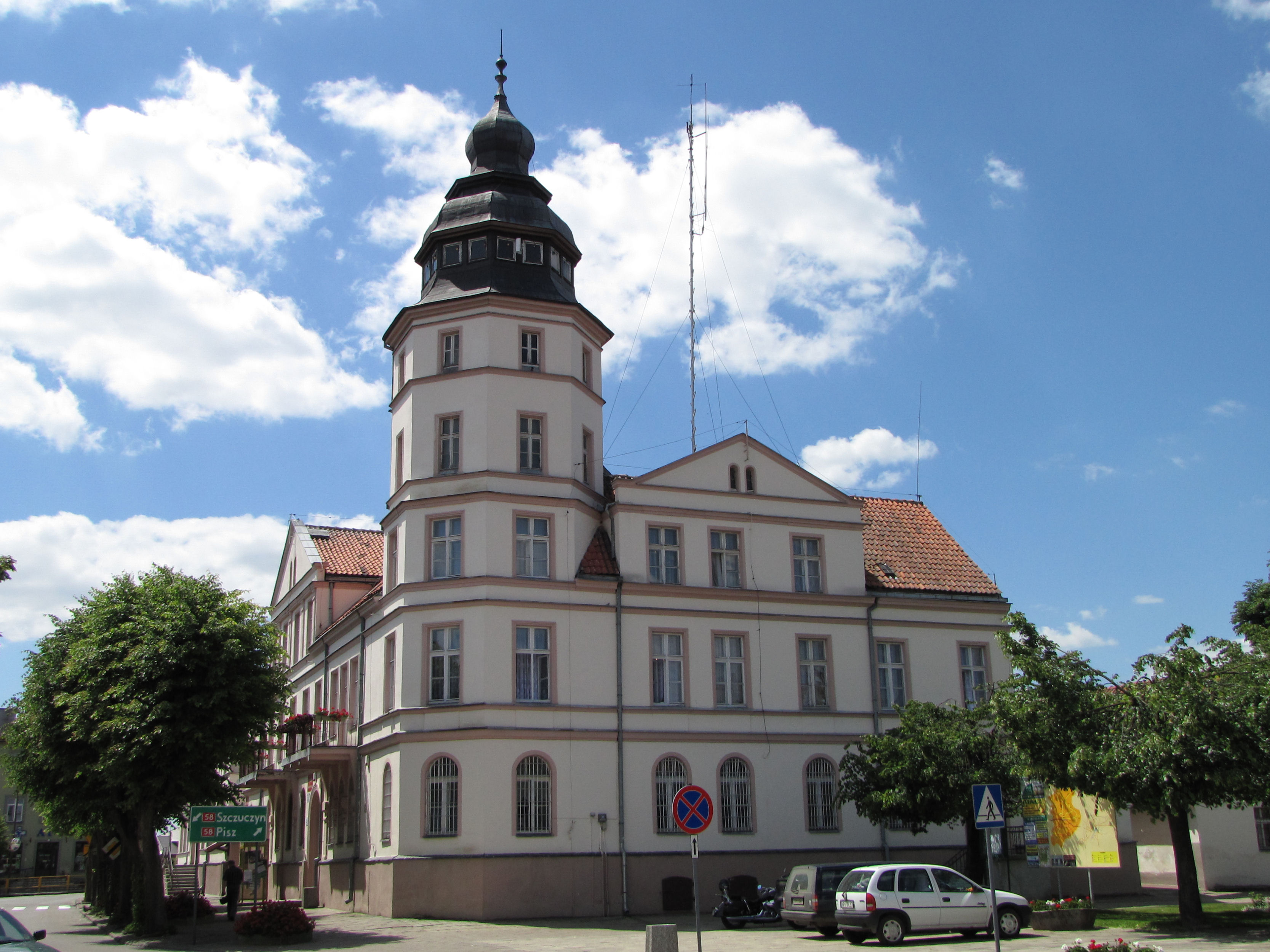
Ratusz
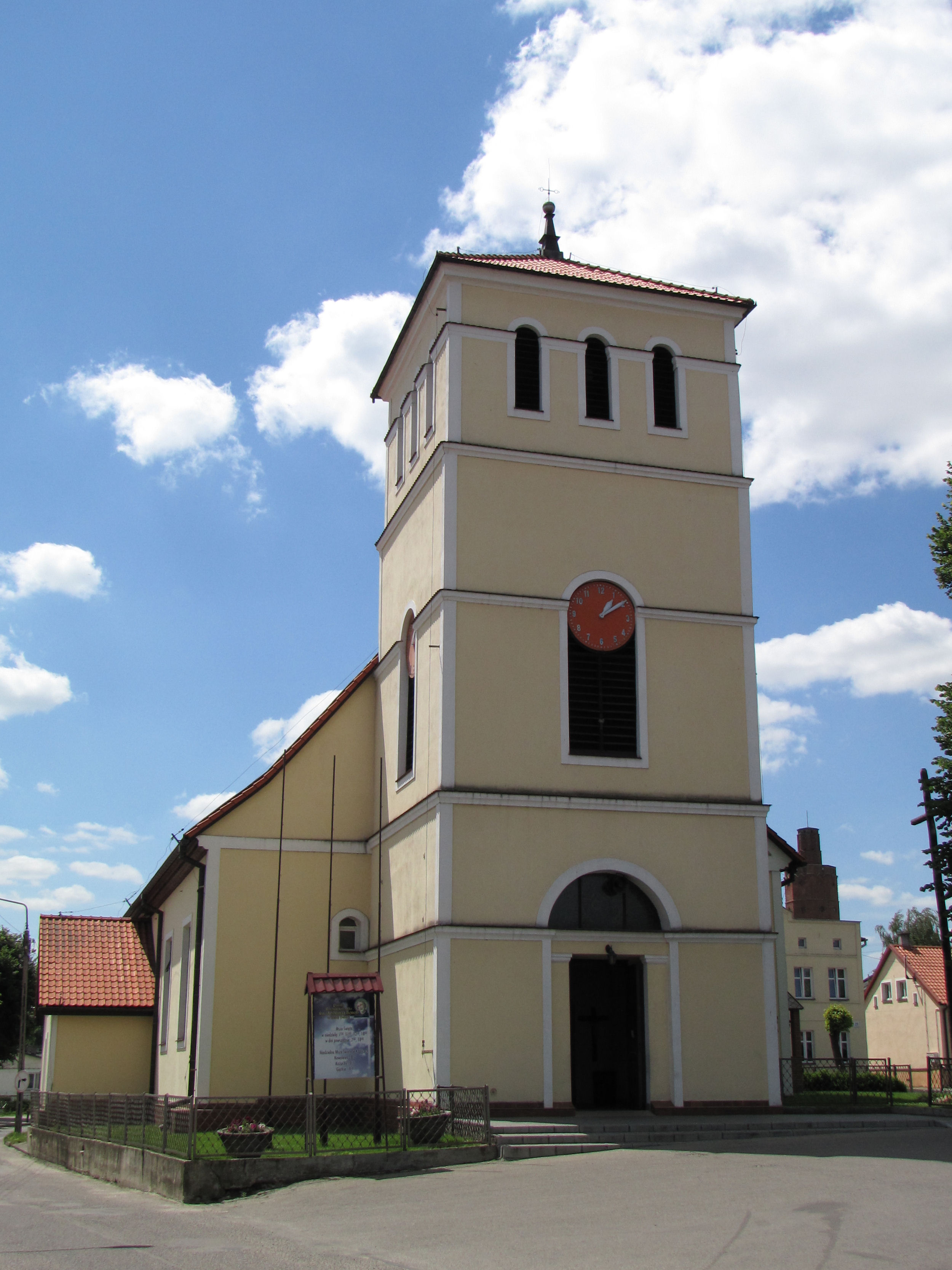
Kościół barokowy pw. św. Andrzeja Boboli
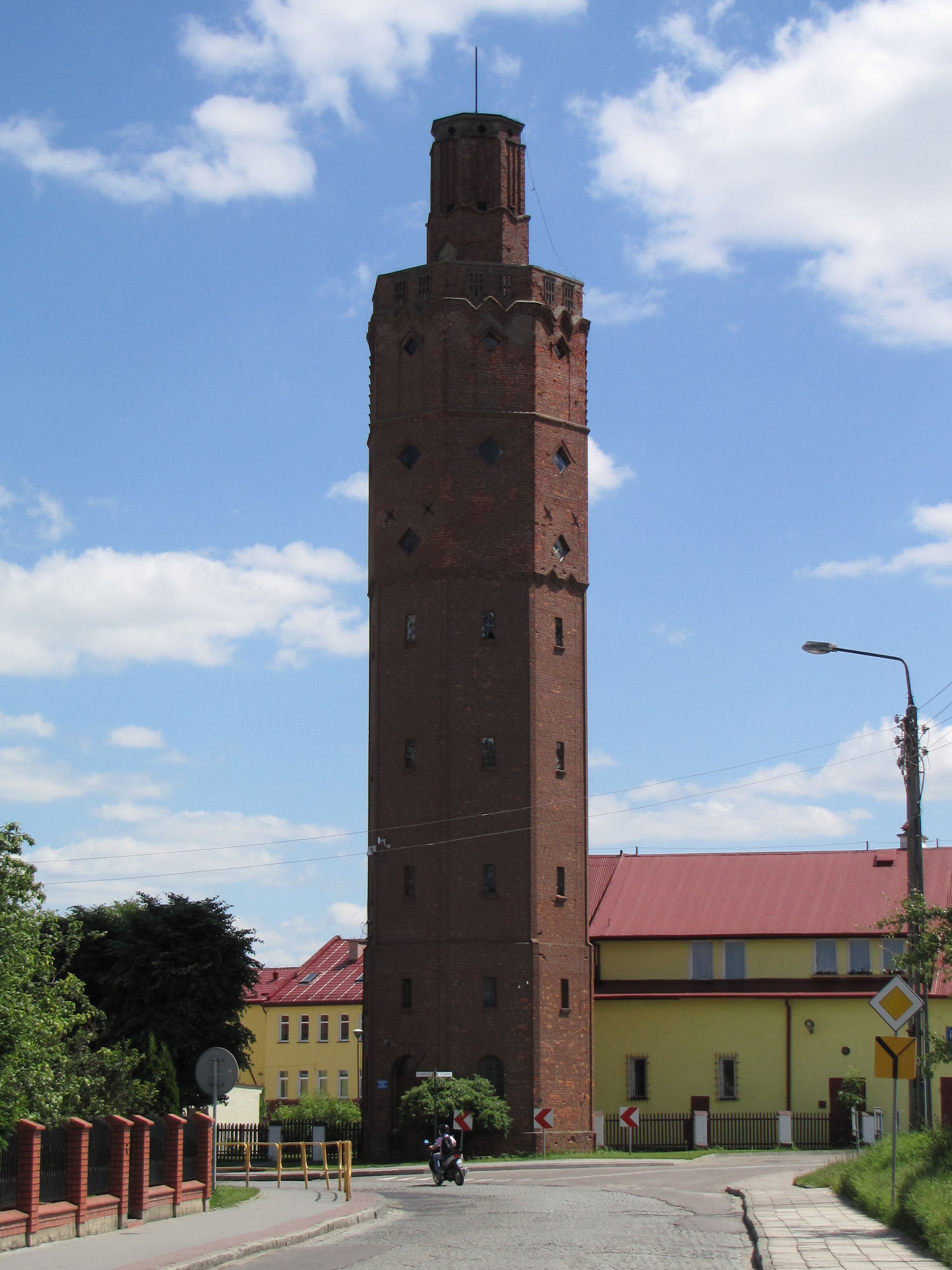
Wieża ciśnień

## Gospodarka
Obecnie w Białej Piskiej jest zlokalizowany drobny przemysł spożywczy i drzewny. W pobliżu miasta znajdują się pokłady torfu, wapienia łąkowego i rudy darniowej. Znajduje się tu przystanek PKP, PKS, ośrodek zdrowia, poczta, bank, restauracje, kawiarnie, funkcjonowało kino.

## Kościoły
Miejscowość jest siedzibą parafii rzymskokatolickiej, należącej do dekanatu Biała Piska, diecezji ełckiej. W miejscowości znajduje się także kaplica ewangelicko-augsburska należąca do parafii w Piszu.

## Transport
Węzeł drogowy. W mieście krzyżują się drogi krajowe i wojewódzkie:
- 58 Olsztynek – Szczytno – Pisz – Biała Piska – Szczuczyn
- 667 Biała Piska – Nowa Wieś Ełcka

Przez miasto przebiega linia kolejowa nr 219 Olsztyn Główny – Ełk, z przystankiem osobowym Biała Piska, Od 1 lipca 2010 roku, przywrócono po 10 latach ruch pasażerski na całej długości linii.

## Sport
W miejscowości działa klub piłki nożnej Znicz Biała Piska, założony w 1954 roku.